# Plan L
In 1958 werden door NS bij Werkspoor 13 postrijtuigen Plan L besteld als aanvulling op en grotendeels gelijk aan de eerder geleverde postrijtuigen Plan E.
De rijtuigen kregen de nummers P 7931-7943 en kwamen in dienst in een blauwe kleur (Pruisisch blauw).
De meeste rijtuigen gingen buiten dienst in 1979-'80. De vier laatste rijtuigen volgden in 1981 resp. 1983 (Beneluxtrein). Deze vier rijtuigen zijn verbouwd tot fietsenrijtuig type Df om in de zomermaanden dienst te doen in de intercitytreinen tussen Haarlem en Maastricht. Daarvoor werden de rijtuigen ook voorzien van de blauw-gele NS-kleuren en vernummerd in de serie 50 84 92-37 001-004. Zij werden buiten dienst gesteld in 2004.
Van Plan L is voor museumdoeleinden één rijtuig (P 7940) bewaard gebleven bij de Stichting Historisch Dieselmaterieel.